# Moslemischer Sozialdienst
Der Moslemische Sozialdienst (Abkürzung MSD; bosnisch: Muslimanska socijalna služba; Abk. MSS) war ein islamischer Kulturverein in Österreich, in dem Araber, Türken, Bosnier und Ägypter aktiv waren. Er wurde 1962 von einigen in Österreich lebenden bosnischen muslimischen Intellektuellen in Wien gegründet. Die Vierteljahresschrift Der gerade Weg bzw. die Nachfolgepublikation unter dem Titel Islam und der Westen wurde von ihm herausgegeben. Eine wichtige Persönlichkeit des Vereins war der in Deutschland lebende bosnische islamische Theologe und Wissenschaftler Smail Balić (1920–2002).
Zweck und Mission des Vereins war die Stärkung des religiösen Bewusstseins der Muslime Zentral- und Westeuropas sowie die Förderung und Verbesserung des Kontaktes und Dialoges von Muslimen mit anderen Religionsgemeinschaften. Er kümmerte sich um muslimische religiöse Angelegenheiten und war bei der Koordinierung sozialer, kultureller und religiöser Aktivitäten der muslimischen Gemeinschaft in Österreich tätig. Der Verein gründete Moscheen, islamische Kulturzentren sowie andere Einrichtungen und veranstaltete Vorträge zum Islam. Er war Mitglied des World Muslim Congress (Islamischer Weltkongress) und eng verbunden mit der Islamischen Weltliga und der World Islamic Call Society (Libyen). Zu Muslimen des ehemaligen Jugoslawien, Deutschlands, der Schweiz, der Türkei und anderen Ländern wurden freundschaftliche Beziehungen aufgebaut.

„[Smail] Balić reichte im Jahre 1971 eine Petition beim Bundesministerium für Unterricht, Kunst und Kultur (BMUKK) ein, um das Fundament für eine „Islamische Kultusgemeinde“ zu schaffen [...]. Auf Grundlage des Islamgesetzes von 1912 und des Anerkennungsgesetzes von 1874, wurde am 2. Mai 1979 der Gründung der „Islamischen Glaubensgemeinschaft in Österreich“ (IGGiÖ) stattgegeben.“

Der Verein ging in der Islamischen Glaubensgemeinschaft in Österreich (IGGiÖ) auf.